# Topola
Topola (Cyrill Serbia:: Топола) là một thị xã và đô thị ở vùng Šumadija của Serbia. Đây là nơi Karađorđe, một nhà cách mạng Serbia đã được chọn làm lãnh đạo của cuộc nổi dậy Serbia lần thứ nhất chống lại đế quốc Ottoman vào năm 1804. Nhà thờ địa phương St.George là nơi an táng của Ducal và hoàng gia Serbia và Nam Tư (Karageorgevich).
Các khu định cư ở Topola theo điều tra dân số năm 2002, dân số trong ngoặc đơn:
Belosavci (1182) • Blaznava (591) • Božurnja (672) • Donja Šatornja (800) • Donja Trešnjevica (304) • Donja Trnava (921) • Gornja Šatornja (558) • Gornja Trnava (1736) • Gorovič (319) • Guriševci (153) • Jarmenovci (563) • Jelenac (375) • Junkovac (945) • Kloka (1146) • Krćevac (775) • Lipovac (558) • Manojlovci (144) • Maskar (236) • Natalinci (834) • Ovsište (630) • Pavlovac (70) • Plaskovac (559) • Rajkovac (189) • Šume (595) • Svetlić (417) • Topola (5422) • Topola (1363) • Vinča (1176) • Vojkovci (278) • Žabare (1016) • Zagorica (765)